# Huangdao
Der Stadtbezirk Huangdao (黄岛区,  Huángdăo Qū – „Gelbe Insel“) ist ein Stadtbezirk der bezirksfreien Stadt Qingdao in der chinesischen Provinz Shandong. Huangdao hat eine Fläche von 2096 km² und zählte 1.392.554 Einwohner (Stand: Zensus 2010). Wirtschaftlich ist die Freihandelszone mit der „Qingdao Economic & Technological Development Area“ bedeutend, wo sich unter anderem der Sino-German Ecopark befindet.